# Parwiz Zejdwand
Parwiz Zejdwand (pers. پرويز زيدوند; ur. 16 sierpnia 1980 w Chorramszahr) – irański zapaśnik w stylu klasycznym. Dwukrotny olimpijczyk. Szesnaste miejsce w Sydney 2000 w wadze 69 kg. W Atenach 2004 wystąpił w kategorii 66 kg. Nie przystąpił do swojej trzeciej walki i został zdyskwalifikowany.
Trzykrotny uczestnik mistrzostw świata, szósty w 2001. Brązowy medal na igrzyskach azjatyckich w 2002 i siódme miejsce w 1998. Zdobył srebrny medal mistrzostw Azji w 2000 oraz dwa złote medale mistrzostw Azji w 2001 i 2003. Pierwszy w Pucharze Azji i Oceanii w 1997 roku.